# Artur Jung
Artur Jung (* 30. Juni 1960 in Haarbrücken, Neustadt bei Coburg) ist ein deutscher Filmjournalist, Filmkritiker und ehemaliger Chefredakteur der Filmzeitschrift Cinema.

## Leben
Nach seinem Volontariat bei der Test-Zeitschrift HiFiVision in Stuttgart – wo er überwiegend von Harald Kuppek, dem späteren Gründungsherausgeber von Computer Bild, Computer Bild Spiele und AudioVideoFoto, ausgebildet worden war, begann er seine journalistische Laufbahn als Filmredakteur bei der Publikums-Zeitschrift VideoMagazin in München. Anschließend arbeitete er im Münchner Büro der Verlagsgruppe Milchstrasse, wo er für das Branchenblatt VideoMarkt und die Filmzeitschrift Cinema tätig war.
1988 übernahm er den Posten des Chefs vom Dienst bei VideoMarkt in der Hamburger Milchstraße, der Zentrale der gleichnamigen Verlagsgruppe. 1990 wechselte er in die Buchredaktion der Verlagsgruppe Milchstrasse, der Willy Loderhose als Chefredakteur vorstand. Dort wirkte er als Redakteur und Autor in Hamburg und Los Angeles und verfasste u. a. die Cinema Filmjahrbücher, die weltweite erste Biographie des belgischen Schauspielers Jean-Claude Van Damme und Action Fighters, einen Star-Guide des modernen Martial-Arts-Films.
1994 kam er als stellvertretender Chefredakteur zur Publikums-Zeitschrift VideoPlus. Nach der Einstellung des Magazins übernahm er 1995 das Reiseressort der Zeitschrift AMICA, um nur ein Jahr später als stellvertretender Chefredakteur bei der Filmzeitschrift Cinema anzuheuern. Nach zwölf Jahren in dieser Funktion übernahm er 2008 die Chefredaktion der  Filmzeitschrift von Helmut Fiebig. Neben seiner Tätigkeit als Chefredakteur war er auch Initiator der Verleihung Jupiter, des Publikums-Filmpreises der Zeitschrift Cinema. Zum Ende des Jahres 2017 trat Jung als Chefredakteur zurück. Dabei gab er an, aus persönlichen Gründen sein Arbeitspensum zu reduzieren, aber der Cinema weiter als Autor zur Verfügung stehen zu wollen. Sein Nachfolger wurde Philipp Schulze.